# 密枝猪毛菜
密枝猪毛菜（学名：Salsola implicata）为苋科猪毛菜属的植物。分布在伊朗、中亚地区以及中国大陆的新疆等地，生长于海拔2,800米的地区，多生于荒漠及砂丘，目前尚未由人工引种栽培。